# Coupé-décalé
Sous-genres
Kamora, kpangbèlè, kpangor, zoropoto, 202, shamakuana, kuitata, mafouet, yamoukoudi, okininkpin, lumumba, Move Dadass, tchintchin, sympa, valaba
Genres dérivés
Naija, afro trap, coupé-décalé congolais
Genres associés
Afropop, electro africain
Le coupé-décalé est un genre musical ayant émergé au début des années 2000 dans la communauté ivoirienne à Paris et devenu populaire en Côte d'Ivoire et dans beaucoup de pays d'Afrique subsaharienne durant les dix années qui suivirent.
Le coupé-décalé prend le contrepied du zouglou. Aux critiques du matérialisme exprimées par le zouglou, le coupé-décalé affirme son attachement aux biens matériels, et au regard satirique sur sa société, le coupé-décalé met en avant le divertissement et la mise en scène. Ainsi, « on passe d’une musique engagée et réflexive sur sa société à une musique d’ambiance qui permet de faire la fête ».

## Terminologie
La danse est nommée décalé-coupé puis coupé-décalé. L'expression est à la base utilisée par les DJ concepteurs du mouvement pour designer une philosophie de vie, un mouvement et un concept qui vise à créer de l'« enjaillement », de la joie, une échappatoire aux difficultés de la vie séculière. Les médias ivoiriens, à l'affut de buzz et aussi mal renseignés, font courir la rumeur selon laquelle le coupé-décalé serait le fait de « couper », dans le sens de « voler à l'arraché », et de « décaler », dans le sens « partir en courant sans payer ».
Pour la diaspora, le terme « coupé-décalé » a aussi pris un autre sens : « couper » peut signifier « gagner de l'argent » d'une façon ou d'une autre et « décaler » l'envoyer par mandat au pays. Une troisième explication associe le terme « couper » à « travailler », et « décaler » la nécessité d'y échapper en faisant la fête.

## Histoire

### Contexte et création
Le concept nait d'un groupe d'ambianceurs ivoiriens en France, La Jet Set, qui étaient réputés pour leurs sapes créatives, leur manière de danser et leurs Atalaku (des éloges musicales chantées par les DJ envers les danseurs, pratique empruntée de la rumba congolaise avec Zaïko Langa Langa comme pionnier). Les membres de la Jet Set sont des « binguistes », c'est-à-dire des ivoiriens qui sont partis vivre en Europe (le terme bingue signifie Europe), en recherche de réussite sociale et financière. Désabusés par les conditions de vie difficile lors de leur arrivée en Europe, les membres de la diaspora ivoirienne à Paris se réunissent en groupes (comme la Jet Set) pour s'entraider et se soutenir, et organisent des rendez vous festifs dans les clubs de la ville comme le Nelson, l'Atlantis, une boîte située quai d'Austerlitz, et l'Alyzée. Dans La Jet Set se trouvait Douk Saga reconnu comme initiateur du mouvement coupé-décalé.
À l'origine, les membres de la Jet Set dansent le coupé-cloué, un pas de danse inventé par Boro Sanguy, l'un de leur membres. Le coupé cloué se base sur le ndombolo, un genre de musique congolaise. Boro Sanguy ajoute des pas de break, de smurf et de hip-hop à la danse ndombolo. Lors d'une soirée au club l'Alyzée à Paris, Douk Saga danse le coupé cloué à contretemps sur la piste. Aux platines, DJ Rams annonce alors au micro « Douk Saga arrive avec son coupé-décalé ». C'est à ce moment-là que nait le terme coupé-décalé.

### Débuts (2002–2004)
Historiquement, l'arrivée du coupé-décalé en Côte d'Ivoire correspond à peu près au début de la guerre civile ivoirienne en 2002. Un couvre-feu de 17h à 6h du matin est mis en place dans le contexte de la guerre. Les lieux de fêtes ne ferment pas pour autant à Abidjan et se mettent à organiser des « matinées », des événements de jour qui commencent dès 7h du matin. C'est dans ce climat que le coupé-décalé arrive à Abidjan,.
Douk Saga sort l'un des premiers tubes du coupé-décalé, un morceau dénommé Sagacité, en 2003, sous l'impulsion du producteur ivoirien David Monsoh qui a vu la Jet Set à l'œuvre en boîte de nuit à Paris. Le clip vidéo Sagacité promeut la danse mais aussi les attitudes, la manière d'être dans le coupé-décalé : faire le « faro farot » (faire le malin), le « boucantier » (faire son « boucan », faire parler de soi), le « travaillement » (distribuer des billets de banque à tout-va en soirée), etc. en nouchi (l'argot ivoirien) dans le texte. La chanson est un succès en Côte d'Ivoire.
Assez vite, ces danses et ce courant musical se font connaître en Côte d'Ivoire et dans le reste de l'Afrique de l'Ouest, où ils deviennent populaires sous l'impulsion de disc jockeys. Plusieurs artistes incarnent cette première génération coupé-décalé comme DJ Jacob, Don Mike, Dream Team ou des membres de la Jet Set lancés en solo (Lino Versace, Boro Sanguy). Une caravane Sagacité est organisée à travers la Côte d'Ivoire en 2003 malgré les événements et le couvre-feu,.

### Décollage (2005–2006)
Ce courant musical et cette conception de la vie se popularisent. De nouveaux artistes s'y distinguent dont DJ Gaoussou, Oxxy Norgy, Christina DJ, Tata Keny, Matty Dollars, Le Molare, Erickson Le Zulu, pour n'en citer que quelques uns. Des rappeurs, mais aussi des artistes de rock 'n' roll et de zouk font du coupé-décalé : Singuila, Jacky Brown des Nèg' Marrons, Kaysha ou Les Déesses.
Douk Saga décède en 2006 à l'âge de 32 ans.

### Nouvelle vague (depuis l'été 2006)
Cette troisième vague est la plus dense avec encore l'apparition de nouveaux artistes, de nouvelles danses dérivées, et une certaine « internationalisation » en Afrique de l'Ouest et centrale. « En soirée africaine, si tu ne passes pas le coupé-décalé, le public te dit que tu as déconné », explique le DJ centrafricain Boddhi Satvao en 2015.
Parmi les artistes peuvent être cités par exemple DJ Bonano, Francky Dicaprio, DJ Maréchal, Maty Dollar, Debordo Leekunfa, Erickson Le Zulu, Jean-Jacques Kouamé, Vetcho Lolas, Le Molare, Serge Beynaud, ou Claire Bailly, et toujours des artistes des vagues précédentes, notamment Molare et DJ Arafat,,.
DJ Arafat, révélé en 2003 avec Hommage à Jonathan, commence son ascension qui accélère l'internationalisation du genre en Afrique subsaharienne, soutenue par un style plus hardcore. Il est ensuite en duo avec son ami et « meilleur rival », Debordeau Leekunfa. DJ Arafat est connu pour les clashs et les vidéos en direct qu'il lance depuis sa page Facebook. Si certains sont planifiés, d'autres sont totalement spontanés et continuent aujourd'hui de collecter des vues sur internet. Cette période montre que l'arrivée des réseaux sociaux et d'internet ont accompagné l'émergence du coupé-décalé.
La popularité du coupé-décalé entraîne la création de projets qui surfent sur son succès, comme BB DJ ou le morceau Poupée décalée de Bébé Lily. BB DJ est plus tard signé par DJ Arafat sur son label Yorogang.

### Rue Princesse
La rue Princesse à Abidjan accompagne le succès du coupé-décalé en Côte d'Ivoire. Lancée en 1991 avec l'ouverture de la boite de nuit L'Image, la rue Princesse grandit au cours des années 1990 avec l'ouverture de nombreux maquis et l'arrivée du mouvement zouglou. Dans les années 2000, la rue Princesse accompagne l'explosion du mouvement coupé-décalé.
La Côte d'Ivoire est dans une période de crise au début des années 2000, rythmée par des coups d'État et par la guerre civile. Tandis que des couvres feu forcent les habitants à rester chez eux la nuit venue, les bars et maquis de la rue Princesse décalent leur horaires d'ouverture, proposant aux clients de venir à partir de 10h du matin, jusqu'à 19h. C'est ce que l'on appelle les « matinées ».
Certaines boites de nuits organisent des « nuits blanches », au sein desquelles les fêtards peuvent rester toute la nuit enfermés dans la salle et en sortir à 6h du matin. Pendant la guerre civile, l'ambiance des maquis (fermés pour le couvre-feu) arrive dans les boites de nuit. La musique des maquis, une ambiance plus zouglou, se mélange donc au son coupé-décalé des boites de nuit.
Les clubs de la Rue Princesse lancent une nouvelle génération d'artistes coupé-décalé : les DJ des boites de nuit et des maquis. C'est dans cette rue que commencent les carrières de DJ Arafat et Debordo.

## Dans le monde

### France
Le mouvement coupé-décalé est lancé à Paris et est y est resté populaire. À la fin des années 2000, quelques projets logobi (proche du coupé-décalé), se font connaître en France comme Logobi GT.
Dans les années 2010, le rappeur MHD lance l'afro trap, un mouvement qui fait fusionner la trap, un courant musical issu du dirty south apparu au début des années 2000 dans le sud des États-Unis,, et le coupé-décalé. MHD rend hommage à Douk Saga avec le morceau Sagacité. DJ Arafat collabore avec quelques artistes de l'Hexagone comme Maître Gims ou Naza.

### Congo
En République démocratique du Congo, la commission de censure interdit le coupé-décalé en 2014 afin d'« assainir les mœurs ».

## Genres dérivés

### Fusion avec le zouk
En 2005, une compilation intitulée Zouké décalé est publiée et réuni des figures du zouk (comme Jacob Desvarieux du groupe Kassav') et des DJ du coupé-décalé. Le but de cette compilation est, selon RFI, de rapprocher « cette musique conçue entre l’Europe et l’Afrique avec une musique afro-caribéenne : le zouk ».

### Roukaskass
Le roukaskass est une production instrumentale qui reprend la rythmique du coupé-décalé, souvent en version accélérée. Le roukaskass, musique purement rythmique, est particulièrement appréciée des danseuses et danseurs. Le roukaskass s'accompagne de mouvements de danse particulièrement spectaculaires (saltos, toupies sur la tête...). Les mouvements du roukaskass viennent du ziguehi (logobi), du boloye, et d'autres danses des cultures populaires ivoiriennes. Dans les maquis, les DJ accompagnent le roukaskass d'improvisation vocales appelées atalaku, avec lesquelles ils chantent les éloges de leur public.
DJ Arafat et son équipe de danseurs appelé Yorogang popularisent le mouvement roukaskass. DJ Arafat en fait sa marque déposée lorsqu'il en ajoute au sein de chacune de ses chansons au fil de ses contacts avec les arrangeurs Max Hero (réputé pour ses caisses claires, ses guitares et ses phrasés) et Champi Kilo (réputé pour ses cocotes, ses synthétiseurs et ses instruments rythmiques) qui sont chacun à la base des plus grands tubes du chanteur au début de sa carrière.

## Caractéristiques
Le coupé-décalé est un courant qui découle d'un style de vie. Un certain nombre de concepts est associé au mouvement. Ces concepts contribuent à populariser le mouvement et sont parfois expliqués dans les morceaux de coupé-décalé.
- Le farot farot ou comporta, l'action de porter des vêtements chers en soirée pour plaire. Le concept du farot farot est issu du concept de sape congolaise[5].
- Le prodada (littéralement « se produire »), est l'idée de se présenter sous un autre jour. Faire le prodada signifie beaucoup dépenser en soirée même lorsque l'on n'est pas riche[5].
- Les atalaku sont des éloges que les DJ font aux danseurs et autres membres du public pendant leurs soirées. Parfois chantées ou tout simplement dites au micro par dessus la musique, les atalaku viennent à l'origine de la culture musicale congolaise[5].
- Faire le boucan, l'action de se faire remarquer lors d'événements festifs. Le but est de choquer pour plaire[5].
- Le travaillement, soit l'action de distribuer de l'argent en soirée. À l'époque du zouglou (des années 1990 au début des années 2000), on dépose des billets aux pieds des artistes. Une fois devenu artiste ; Douk Saga inverse la tendance, en distribuant des billets au public de ses concerts[5].

Le coupé-décalé aborde la plupart du temps des thématiques festives (faire la fête, profiter de la vie, s'amuser), et décrit les concepts associés au mouvement coupé-décalé (farot farot, atalaku, faire le boucan...). Certains morceaux contiennes des atalaku, c'est-à-dire des dédicaces et éloges à certains membres du mouvement coupé-décalé.
Le message associé au coupé-décalé est parfois décrit comme étant apolitique, pourtant certains morceaux du coupé-décalé abordent des thèmes en lien avec l'actualité politique. En exemple, on trouve le morceau Prudencia de Don Mike qui conseille aux ivoiriens d'exercer la prudence lors de la guerre civile, ou le titre Effort de paix du Collectif Youssoumba.

## Polémiques
La mauvaise compréhension du terme « coupé-décalé », associé par certain médias à l'idée de voler puis partir en courant, a entaché la réputation du mouvement et de ces concepteurs, que l'opinion populaire prenait pour des voleurs, des arnaqueurs.
Certains médias relient même le mouvement coupé-décalé avec la cybercriminalité, par la figure des brouteurs. La raison étant que les brouteurs font du « travaillement » (le fait de distribuer de l'argent lors des fêtes) avec leurs gains, une pratique popularisée en partie par le mouvement coupé-décalé.

## Personnalités notables

### Compositeurs et interprètes
Les artistes les plus emblématiques du mouvement sont notamment Douk Saga, DJ Arafat, Molare, Boro Sanguy, La Jet Set (groupe musical), Serge Beynaud, Debordo, Mix DJ, Safarel O et quelques autres,.
Des femmes se sont faites un nom dans ce genre, comme Teeyah, la première d'entre elles, Claire Bailly, Vitale ou encore Bamba Amy Sarah.

### Danseurs et chorégraphes
Parmi les danseurs et chorégraphes notables du coupé-décalé, l'on peut citer les fameux danseurs de DJ Arafat: Bébé Sans OS, Magicien Usher et Ordinateur. Le chorégraphe et DJ du nom de Abobolais est lui aussi très impliqué dans la création de danses du mouvement coupé-décalé. Zota est l'une des plus célèbres danseuses et chorégraphes du genre et l'une des rares à ne pas encore être passée au micro contrairement à ses collègues Janine Kleane et Sandia Chouchou.
Dans le football, Didier Drogba est connu pour avoir repris les pas du coupé-décalé lors de célébrations de buts. Il parle de l'impact de Douk Saga et du mouvement coupé-décalé dans le documentaire Coupé, une histoire décalée.

### Autres
D'autres musiciens ont surfé sur le phénomène comme le groupe français Les Déesses avec sa chanson Consultation directe, et l'artiste français Jessy Matador avec sa chanson Décalé Gwada

### Filmographie
- Coupé ! Une histoire décalée de Toussaint Aka et Osita Aneke (documentaire sorti en 2015)